# General Productions Recordings
General Production Recordings (conocido por su acrónimo GPR) es un sello discográfico independiente de música electrónica creado en Inglaterra en 1989. Fue uno de los propulsores del primer techno inglés y de la IDM. En él han publicado artistas como Beaumont Hannant, Mark Broom, The Black Dog y Luke Slater.
Después de muchos años aletargado, en 2009 resurgió con la promesa de publicar tanto material nuevo como de artistas consagrados.